# Odiellus serbicus
Espèce
Odiellus serbicus est une espèce d'opilions eupnois de la famille des Phalangiidae.

## Répartition
Cette espèce est endémique de Serbie. Elle se rencontre dans les monts Zlatibor vers Vitasi.

## Description
Le mâle holotype mesure 3,35 mm, les mâles mesurent de 3,2 à 3,5 mm et les femelles de 4,15 à 4,9 mm.

## Systématique et taxinomie
Cette espèce a été décrite par Karaman en 2008.

## Étymologie
Son nom d'espèce lui a été donné en référence au lieu de sa découverte, la Serbie.

## Publication originale
- Karaman, 2008 : « A new Odiellus species from Serbia (Opiliones, Phalangiidae). » Advances in Arachnology and Developmental Biology, Papers dedicated to Professor Božidar P.M. Čurčić, Monographs, vol. 12, p. 275–280.